# Lech Krakowiak
Lech Włodzimierz Krakowiak (ur. 1 lutego 1963 w Końskich) – prezes RKS Łódź (od 2013), trener lekkoatletyki, odkrywca talentu i trener (do 2016 roku) Sylwestra Bednarka.

## Życiorys
Pochodzi z Końskich. W młodości trenował bez sukcesów lekką atletykę w Neptunie Końskie, jego trenerem był Andrzej Suskiewicz. Następnie pracował w Szkolnym Związku Sportowym w Kielcach i był trenerem w Żaku Kielce, następnie Olimpii Końskie i Budowlanych Kielce, w których trenował m.in. Renatę Olszewską, Iwonę Rożej i Annę Komisarczyk. Uzyskując z podopiecznymi medale na mistrzostwach polski juniorów.
Do Łodzi przyjechał w 2000 roku i podjął pracę jako dyrektor administracyjny W jednej ze spółek developerskich oraz jako trener skoczków wzwyż i wieloboistów w RKSie Łódź, ponadto trenuje zawodników GKS Olimpii Grudziądz i MKS-u Inowrocław. Jako trener RKSu, został trenerem reprezentantów Polski: Sylwestra Bednarka (2003–2016), Aleksandry Nowakowskiej i Karoliny Szablewskiej, w MKSie Inowrocław jest m.in. trenerem Norberta Kobielskiego. Był wiceprezesem ds. sportowych, a od 2013 jest prezesem RKS Łódź.

### Życie prywatne
Jest synem Marianny i Franciszka. Ma brata Piotra.

## Odznaczenia
- Krzyż Kawalerski Orderu Odrodzenia Polski (2009) za wybitne osiągnięcia sportowe[11][12].